# بولعابة
بولعابة هي قرية صغيرة متاخمة لجبل الشعانبي (أعلى قمة في البلاد التونسية) تقع على طريق القصرين - فوسانة - تالة - الكاف ، راجعة بالنظر إداريا إلى معتمدية القصرين الشمالية  و تضم مركز بريد ومقر العمدة ونادي للشباب ويسكن بها أكثر من 1000 نسمة وتمتاز مدينة بولعابة خاصة بمياهها الدافئة طبيعيا ما جعلها نواة لمشاريع بعض الحمامات الاستشفائية.